# Родригес Карбальейра, Ильдегарт
Ильдегарт Родригес Карбальейра, использовала своё имя Ильдегарт (без фамилии) как литературный псевдоним (9 декабря 1914 г., Мадрид — 9 июня 1933 года, Мадрид) — писательница и активист социализма и сексуальной революции.
Её мать, Аврора Родригес Карбальейра, антитеист, социалист, евгеник и феминистка галисийского происхождения, намеревалась вырастить свою дочь как образцовую «женщину будущего». В возрасте восьми лет она говорила на четырёх языках, в подростковом возрасте окончила юридический факультет и была видной активисткой Испанской социалистической рабочей партии (PSOE), из которой она вышла, заняв ещё более радикальные республиканские взгляды, и вступила в Федеральную демократическую республиканскую партию (PRDF).
Когда ей было 18 лет и она получила всемирную известность, одновременно стремясь к личной и политической независимости от своей властной матери, последняя застрелила Ильдегарт во сне.

## Ранний период жизни

### Рождение
Ильдегарт была зачата в Ферроле, Испания, её матерью Авророй Родригес Карбальейрой от неназванного (на тот момент) биологического отца. Аврора выбрала отца из евгенических побуждений: она хотела создать идеального ребёнка для дальнейшего развития своей феминистской и социалистической идеологии. Ранее она заботилась о сыне своей сестры, обучая его музыке, пока он не стал вундеркиндом, но затем мать забрала его к себе на воспитание.
Поскольку Аврора Родригес искала мужчину, который никогда бы открыто не заявил о своём отцовстве или потребовал законной опеки над их общим ребёнком, отцом Ильдегарт стал блестящий в интеллектуальном плане католический священник и военный капеллан испанской королевской армии Альберто Паллас. Когда Аврора убедилась, что беременна, она переехала в Мадрид, где и родилась её дочь. Во время беременности она установила часы, чтобы просыпаться каждый час, что позволяло ей менять позу во время сна и обеспечивать равномерный приток крови к плоду.

### Имя
В свидетельстве о рождении Ильдегарт и акте о крещении её имя указано как Ильдегарт Леокадия Хеорхина Эрменехильда Мария дель Пилар Родригес Карбальейра, но она использовала только своё первое имя. Несмотря на атеизм Авроры и её неприятие формальной регистрации рождения, она крестила свою дочь с некоторым запозданием, 23 марта 1915 года, а затем зарегистрировала крещение 29 апреля 1915 года.

### Образование
Ильдегарт научилась читать в 2 года и печатать в 4 года. В 10 лет она говорила на немецком, французском и английском языках, а уже годом позднее проводила конференции по вопросам феминизма и женской сексуальности. Её мать полностью контролировала Ильдегарт, запрещая ей делать что-либо, что могло бы отвлечь её от «её работы».
В июне 1928 года, в возрасте 13 лет, Ильдегарт поступила на юридический факультет Мадридского университета Комплутенсе. Позднее, после образования Второй Испанской республики, она вела курсы в Школе философии.

## Активизм

### Политика
В 14 лет она, как и её мать, вступила в ряды ИСРП. Она также была членом Всеобщего союза трудящихся.
В 1932 году её исключили из ИСРП после публикации статьи в La Libertad, где она критиковала ИСРП за поддержку кандидата, которого она считала реакционным. Затем она вступила в Федеральную партию и начала выступать против тех, кого она называла «затягивающими социализм».
Родригес была одной из авторов журнала Orto, издававшегося в Валенсии с 1932 по 1934 год.

### Сексуальная революция
Ильдегарт была одной из наиболее активных деятелей в испанском движении за реформацию секса, она писала на такие темы, как контрацепция, проституция и евгеника.
Она была связана с европейским авангардом, переписывалась с Хэвлоком Эллисом, чьи работы она переводила и который прозвал её «Красной Девой», и с Маргарет Сэнгер. При основании Испанской лиги за сексуальные реформы в 1932 году под председательством доктора Грегорио Мараньона она была единодушно избрана секретарём.
Она вела переписку со многими другими европейскими деятелями и сопровождала писателя Герберта Уэллса во время его визита в Мадрид. Однако, когда он предложил ей переехать в Лондон и стать его секретарём, она отказалась. Это предложение, которое было сделано Уэллсом с целью освободить Ильдегарт от влияния её матери, только усилило манию преследования Авроры.

## Гибель
Аврора несколько раз выстрелила в свою дочь, пока та спала в своей постели (три раза в голову и один раз в сердце). Существовало несколько гипотез о мотивах убийства Ильдегарт. Возможно, та влюбилась, и намеревалась расстаться со своей матерью, которая из-за паранойи угрожала покончить жизнь самоубийством. Сама Аврора заявила так: «Скульптор, обнаружив малейшее несовершенство в своей работе, уничтожает её» (исп. El escultor, tras descubrir la más mínima imperfección en su obra, la destruye).
Аврору судили за убийство в Мадриде. На суде она утверждала, что каталонский адвокат Антонио Вильена, Герберт Уэллс и Хэвлок Эллис пытались заставить её дочь покинуть Испанию и служить иностранным разведывательным службам, и что, кроме того, будто бы Антонио Вильена и Ильдегарт были любовниками. Её приговорили к тюремному заключению сроком на 26 лет, 8 месяцев и 10 дней. Аврора никогда не сожалела об убийстве дочери и неоднократно говорила, что сделала бы это снова.
Аврора умерла от рака в 1955 году в психиатрической клинике и была похоронена в братской могиле.